# محمدو باوومیا
محمدو باوومیا (زاده ۷ اکتبر ۱۹۶۳) یک سیاستمدار غنایی و بانکدار پیشین است که به عنوان پنجمین معاون رئیس‌جمهور غنا در جمهوری چهارم غنا خدمت می‌کند. او در ۷ ژانویه ۲۰۱۷ به عنوان معاون رئیس‌جمهور غنا به مقام خود رسید.  دکتر محمدو باوومیا نامزد حزب نیو پاتریوتیک برای انتخابات ریاست‌جمهوری ۲۰۲۴ است.
او همچنین به عنوان نامزد معاونت ریاست‌جمهوری حزب میهن‌دوست نو در انتخابات عمومی سال ۲۰۱۲ شرکت کرد و شاهد اصلی در شکایت انتخابات ریاست‌جمهوری ۲۰۱۲/۲۰۱۳ بود که اعلام جان ماهاما به عنوان برنده انتخابات را به چالش کشید. او با سمیرا رمضان، بانوی دوم جمهوری غنا که اکنون سمیرا باوومیا نامیده می‌شود، ازدواج کرده و چهار فرزند دارند. او دکترای اقتصاد از دانشگاه سایمون فریزر دارد.

## زندگی اولیه و تحصیلات
باوومیا در شهر تامالی غنا به دنیا آمد و فرزند ارشد حاجی مومونی باوومیا و حاجیه ماریاما باوومیا است و دوازدهمین فرزند پدرش از ۱۸ فرزند و دومین فرزند مادرش از پنج فرزند است.
محمود باوومیا در مدرسه ابتدایی ساکاساکا در تامالی تحصیل کرد و در سال ۱۹۷۵ به دبیرستان تماله پذیرفته شد. پس از فارغ‌التحصیلی از دبیرستان تماله، به بریتانیا رفت و به مطالعه بانکداری پرداخت و دیپلم مؤسسه بانکداران معتبر (ACIB) را کسب کرد. او در سال ۱۹۸۱ رئیس انجمن دانشجویان غنایی در سازمان ملل (GUNSA) بود. او در سال ۱۹۸۷ مدرک افتخار اول در رشته اقتصاد از دانشگاه باکینگهام کسب کرد.
سپس در کالج لینکلن، آکسفورد، مدرک کارشناسی ارشد اقتصاد را دریافت کرده و در سال ۱۹۹۵ دکترای اقتصاد را از دانشگاه سایمون فریزر در ونکوور، بریتیش کلمبیا، کانادا دریافت کرد. حوزه‌های تخصص او شامل اقتصاد کلان، اقتصاد بین‌الملل، اقتصاد توسعه و سیاست پولی است. او دارای چندین نشریه است.

## زندگی شغلی
از ۱۹۸۸ تا ۱۹۹۰، باوومیا به عنوان استاد اقتصاد پولی و مالی بین‌المللی در کالج حسابداری امیل وولف در لندن، انگلستان کار کرد. او همچنین به عنوان اقتصاددان در بخش تحقیقاتی صندوق بین‌المللی پول در واشنگتن دی‌سی خدمت کرده است. باوومیا همچنین قبلاً به عنوان نماینده مقیم بانک توسعه آفریقا در زیمبابوه خدمت کرده است.
بین سال‌های ۱۹۹۶ تا ۲۰۰۰، باوومیا به عنوان استادیار اقتصاد در دانشکده کسب و کار هانکامر در دانشگاه بیلر در ویکو در شهر تگزاس در ایالات متحده آمریکا کار کرد و در سال ۱۹۹۸ جایزه محقق جوان را دریافت کرد. او همچنین در سال ۱۹۹۹ در فهرست "چه کسانی در میان معلمان آمریکایی هستند" قرار گرفت. او همچنین دو کتاب درباره سیاست پولی و توسعه اقتصادی منتشر کرده است.
باوومیا در سال ۲۰۰۰ به غنا بازگشت تا به عنوان اقتصاددان در بانک غنا کار کند. او از اقتصاددان ارشد به رئیس بخش و سپس به عنوان دستیار ویژه رئیس بانک ارتقاء یافت. رئیس‌جمهور جان کوفور، باوومیا را در ژوئن ۲۰۰۶ به عنوان معاون رئیس بانک غنا منصوب کرد.

## مراجع
1. ↑  "Nana Akufo-Addo set to retain Dr Bawumia as running mate for 2012 election". spyghana. Retrieved 11 May 2012..
2. ↑  "Ghana's New President, Vice President Peacefully Sworn In". 7 January 2017.
3. ↑  "Bawumia cuts sod for Ghana Armed Forces inner roads construction". Graphic Online (به انگلیسی). Retrieved 23 May 2020.
4. ↑  "Barracks Roads Reconstruction Begins". DailyGuide Network (به انگلیسی). 22 May 2020. Retrieved 23 May 2020.
5. ↑  "Akufo-Addo's govt has track record for fixing problems; we will overcome COVID challenges – Bawumia". Graphic Online (به انگلیسی). Retrieved 16 May 2021.
6. ↑  Online, Peace FM. "Apiate Explosion: 'Calls For Resettlement Too Premature' – Regional Minister". Peacefmonline. Retrieved 25 January 2022.
7. ↑  Nyabor, Jonas (11 December 2016). "Samira Bawumia laud Ghanaians for voting NPP". Ghana News. Retrieved 7 January 2017.
8. ↑  "Who is Dr. Mahamudu Bawumia?". ModernGhana. (به انگلیسی). Retrieved 7 January 2017.
9. ↑  "Mahamudu Bawumia, Biography". ghanaweb. Retrieved 20 July 2023.
10. ↑  "H.E. Dr. Mahamudu Bawumia". Ghana CEO Summit (به انگلیسی). Retrieved 30 August 2023.
11. ↑  Danso, Gifty (4 November 2023). "Vice President Bawumia Wins NPP Flagbearer Race by 61% | The Accra Times" (به انگلیسی). Retrieved 16 October 2024.
12. ↑  "Check out Samira's lovely birthday message to Bawumia". myjoyonline. Retrieved 2 February 2020.
13. ↑  "Who is Dr. Mahamudu Bawumia?". Modern Ghana (به انگلیسی). Retrieved 2 February 2020.
14. ↑  "Mahamudu Bawumia, Biography". ghanaweb. Retrieved 19 July 2023.
15. ↑  "H.E Alhaji Dr. Mahamudu Bawumia | Ministry of Communications". moc government of Ghana. Archived from the original on 13 September 2021. Retrieved 6 March 2021.
16. ↑  "Dr. Mahamudu Bawumia, NPP Vice Presidential Candidate". ghanaweb. Retrieved 2 February 2020.
17. ↑  Online, Peace FM. "Bawumia Is 'One Of The Brightest Sparks The NPP Has Seen' – Oppong-Nkrumah". Peacefmonline. Retrieved 30 August 2023.
18. ↑  "Bawumia surprises primary school teacher who transformed his life". ghanaweb (به انگلیسی). 17 May 2020. Retrieved 6 March 2021.
19. ↑  Wan Yee Lok (16 December 2016). "SFU alumnus to serve Ghana as vice-president". SFU News. Simon Fraser University. Retrieved 20 April 2017.
20. ↑  "H.E. Dr. Mahamudu Bawumia". Ghana CEO Summit (به انگلیسی). Retrieved 2 May 2024.
21. ↑  "Mahamudu Bawumia". World Bank Live (به انگلیسی). 12 April 2017. Retrieved 21 August 2021.
22. ↑  "Bawumia Thanks President Kufuor After Historic Flagbearership Race Victory". DailyGuide Network (به انگلیسی). 9 November 2023. Retrieved 16 October 2024.

## پیوندهای بیرونی
- مشخصات سیاسی[پیوند مرده]